# 送春
送春（学名：[Cymbidium faberi var. szechuanicum] 错误：{{Lang}}：文本有斜体标记（帮助））为兰科兰属下的一个变种。

## 扩展阅读
- 維基物種上的相關：送春